# Espinaredo
Espinaredo ist eines von 24 Parroquias Ort in der Gemeinde Piloña der autonomen Region Asturien in Spanien.
Die 164 Einwohner (2011) leben in 18 Dörfern auf einer Fläche von 47,24 km2, 5,6 km von Infiesto, dem Verwaltungssitz der Gemeinde Piloña entfernt.

## Sehenswürdigkeiten
- Kirche Santa María de las Nieves in La Villa
- Hórreos in La Villa

## Dörfer und Weiler in der Parroquia
- Cuerrias – 3 Einwohner 2011 43° 17′ 11″ N, 5° 19′ 1″ W
- Porciles – 17 Einwohner 2011 43° 18′ 37″ N, 5° 21′ 5″ W
- Riofabar – 31 Einwohner 2011 43° 16′ 42″ N, 5° 21′ 8″ W
- Sierra – 3 Einwohner 2011
- Soto de Espinaredo – 19 Einwohner 2011
- La Villa – 58 Einwohner 2011 43° 18′ 5″ N, 5° 21′ 48″ W
- El Barro – unbewohnt 2011
- El Campon – 5 Einwohner 2011
- Ferran – 15 Einwohner 2011
- Pandelamazca – 1 Einwohner 2011
- Pedroso – 5 Einwohner 2011
- Raicedo (Raicéu) – 1 Einwohner 2011 43° 17′ 20″ N, 5° 19′ 57″ W
- Rioquemado (Riquimáu) – 3 Einwohner 2011
- Sobanedo (Sobanéu) – unbewohnt 2011
- Tabayon (El Tabayón) – 3 Einwohner 2011